# Laodice I
Laodice I (fl. III secolo a.C.) è stata la prima moglie, e probabilmente la cugina, di Antioco II della dinastia seleucide.

## Biografia
Venne ripudiata con suo figlio, quando, come parte del trattato di pace con Tolomeo II Filadelfo d'Egitto nel 250 a.C., Antioco sposò la figlia di Tolomeo, Berenice, dalla quale ebbe un figlio che nominò suo successore.
Alla morte di Tolomeo nel 246 a.C., Antioco ripudiò Berenice per risposare Laodice, e subito dopo morì (si dice che lei lo avesse avvelenato). Laodice fece assassinare Berenice e suo figlio.
Ad Antioco succedette il figlio, avuto da Laodice, Seleuco II.
Il profeta Daniele menziona questi fatti in Daniele 11:6.